# Provincia Gilan
Gilan sau Jilan (persană : استان گیلان) este una din cele 30 provincii ale Iranlui, cunoscută din Antichitate ca o parte din Hyrcania, cu o populație de circa 2 milioane de locuitori și o suprafață de 14.700 km². Gilan se află la vest de Mazandaran, de a lungul Mării Caspice. Centrul orașului Rasht. Alte orașe importante din provincie sunt : Astara, Astaneh Ashrafieh, Roudsar, Langarud, Souma'eh Sara, Talesh, Fuman, Masouleh, și Lahijan.